# Castellers de Sant Feliu
Els Castellers de Sant Feliu són la colla castellera de Sant Feliu de Llobregat, la capital del Baix Llobregat. La colla va ser fundada l'any 1996 i els seus padrins són la Colla de Castellers d'Esplugues. El color de la seva camisa és el magenta en honor de la Ciutat de les roses, com és també conegut Sant Feliu de Llobregat. El seu castell més important és el 4de7a, descarregat per primer cop el 10 de novembre de 2002 a Sant Andreu de la Barca (Baix Llobregat). L'any 2011, després d'un any d'inactivitat a causa d'una manca important d'efectius, la colla va reprendre la seva activitat, recuperant la gamma bàsica dels castells de 6, recuperant, el 10 d'octubre de l'any 2012, el 5d6 per les Festes de Tardor de la ciutat.

## Principals castells assolits
- 4 de 7 amb agulla
- 3 de 7[7]
- 4 de 7[7]
- pilar de 5[5]
- 3 de 6 aixecat per sota

## Curiositats
- La colla té la particularitat d'utilitzar un mocador negre amb punts blancs, a diferència del vermell amb punts blancs utilitzat per la majoria de les colles.[3]
- El març del 2015 van triar per votació popular el sobrenom de la colla: Els Magentes, fent honor al color de la seva camisa i a la seva ciutat, la Ciutat de les Roses.[cal citació]